# Funeral
Funeral – norweski zespół muzyczny założony w 1991, pionierzy gatunku funeral doom. W 1993 zespół nagrał pierwsze demo Tristesse, wydane później w 1994 na mini CD przez amerykańską wytwórnię. Według oficjalnej strony grupy demo dało im tytuł "najsmutniejszego zespołu świata". Na demie Beyond All Sunsets zespół zdecydował się na bardziej symfoniczne brzmienie. W 1994 pozyskano wokalistkę Toril Snyen. W 1995 wydano album Tragedies.
W styczniu 2003 basista i twórca utworów Einar Frederiksen popełnił samobójstwo i zespół zawiesił działalność do końca roku.
28 października 2006, gitarzysta Funeral Christian Loos został znaleziony martwy w swoim domu.

## Dyskografia
- Tristesse - Demo (1993), mini CD (1994)
- Beyond All Sunsets - Demo (1994)
- Tragedies - CD (1995)
- To Mourn is a Virtue - Demo (1997)
- The Passion Play - Demo (1999)
- In Fields of Pestilent Grief - CD (2002)
- From These Wounds - CD (2006)
- As the Light Does the Shadow - CD (2008)
- To Mourn is a Virtue - CD (2011)
- Oratorium - CD (2012)

## Muzycy

### Obecny skład zespołu
- Frode Forsmo - śpiew, gitara basowa, teksty utworów
- Kjetil Ottersen - gitary (elektryczna i akustyczna), instrumenty klawiszowe, śpiew towarzyszący, teksty utworów
- Mats Lerberg - gitary, śpiew towarzyszący
- Anders Eek - perkusja

### Muzycy sesyjni
- Jon Borgerud - instrumenty klawiszowe (koncerty)

### Byli członkowie zespołu
- Einar Frederikson - gitara basowa (1991 - 2003)
- Christian Loos - gitary (1991 - 2006)
- Thomas Angell - gitary (1993 - 1997)
- Idar Burheim - gitary (1999 - 2003)
- Toril Snyen - śpiew (1994 - 1995)
- Sarah Eick - śpiew (1996 - 1997)